# Драј Крик (Оклахома)
Драј Крик (енгл. Dry Creek) насељено је место без административног статуса у америчкој савезној држави Оклахома.

## Демографија
По попису из 2010. године број становника је 227, што је 11 (5,1%) становника више него 2000. године.
| Група             | 2000.       | 2010.       |
| Белци             | 137 (63,4%) | 134 (59,0%) |
| Афроамериканци    | 2 (0,9%)    | 0 (0,0%)    |
| Азијати           | 0 (0,0%)    | 1 (0,4%)    |
| Хиспаноамериканци | 4 (1,9%)    | 2 (0,9%)    |
| Укупно            | 216         | 227         |